# Ахмаді
Ахмаді́ (рос. Ахмади, тат. Әхмәди) — присілок в Балезінському районі Удмуртії, Росія.

## Населення
Населення — 131 особа (2010; 150 в 2002).
Національний склад станом на 2002 рік:
- татари — 85 %